# 金薩烏克羅蓬塔山
9°41′57″S 76°30′03″W / 9.69917°S 76.50083°W
金薩烏克羅蓬塔山（Kimsa Ukru Punta），是秘魯的山峰，位於該國中部瓦努科大區，由亞羅維爾卡省的阿帕里西奧波馬雷斯區負責管轄，屬於安地斯山脈的一部分，海拔高度4,400米。